# Юго Енбер
Уго Юмбер (фр. Ugo Humbert; фр. вимова: [yɡo œ̃bɛʁ]; нар. 26 червня 1998 р.) — французький професійний тенісист. 21 червня 2021 року він досяг найвищого рівня кар'єри в рейтингу одиночного турніру ATP № 25. Він також має високий у кар'єрі рейтинг парного розряду ATP № 361, досягнутий 14 жовтня 2019 року.
Юмбер виграв три титули ATP, перший — у січні 2020 року в Окленді, обігравши француза Бенуа Пейра в трьох сетах. Він виграв свій другий титул ATP в Антверпені в жовтні 2020 року, обігравши гравця фіналу ATP Алекса де Мінора в прямих сетах. Він виграв свій третій титул і перший ATP 500 в червні 2021 року в Галле, обігравши у фіналі номер 7 світу Андрія Рубльова.
На Відкритому чемпіонаті США у 2018 році Юмбер дебютував у одиночному розряді Великого шолома в якості кваліфікації. Він виграв свій перший матч в основному розіграші, перемігши одного з відбірних команд Колліна Альтамірано. Потім він програв у другому турі Стену Вавринці в чотирьох сетах.
Він виграв свій перший матч основного розіграшу ATP 250 на рідній землі на відкритому чемпіонаті Мозель-2018, перемігши Бернарда Томіча в трьох сетах.
На Вімблдоні в 2019 році, Гумберт дійшов до четвертого раунду після перемоги над № 16 Гаелем Монфісом та № 19 Феліксом Оже-Аліассімом, тільки програв в кінцевому підсумку чемпіону світу № 1 Новаку Джоковичу у двох сетах.
Юмбер має шість титулів Челленджера і вийшов у фінал у трьох інших заходах Челленджера.

## Раннє життя
Юмбер народився в місті Мец, син Еріка та Анни, і має одну сестру Лею. І батьки, і сестра є м'ясниками та займаються кейтерингом, володіють відомим магазином у Меці.

## Кар'єра

### Юніор
Коли Юмберу було 12, він прийняв важке рішення сісти на поїзд до Пуатьє, щоб тренуватися у Французькій федерації тенісу. Зрештою він переїхав до Пуатьє і продовжив навчання. Однак він отримав низку травм, які заважали йому грати півтора року.
У 2015 році він грав на турнірі Abierto Juvenil Mexicano у фіналі з Жоффреєм Бланкано. Його рейтинг серед юніорів серед молоді — № 18, досягнутий у січні 2016 року

### 2017: Титул First Futures
У вересні 2017 року Юмбер претендував на свій перший титул у ф'ючерсі в Баньєр-де-Бігорр, де отримав вайлд-кард. Через тиждень йому знову присудили вайлд-кард на Мозель Оупен, де він дійшов до другого раунду, але в трьох сетах програв Сімоне Болеллі.
У листопаді він домігся своєї першої перемоги проти гравця сотні найкращих, обігравши Томаса Фаббіано (№ 73) під час матчу кваліфікації першого раунду Paris Masters.

### 2018: Дебют Великого шолома та ATP, дебют Топ-100
Після невтішної першої половини сезону в турнірі ATP Челленджер, Юмбер зазнав прориву влітку, коли за стільки ж тижнів дійшов до трьох фіналів Челленджера. Втративши перші два в Гатіно та Гренбі, Юмбер здобув свій перший титул Челленджера в Сеговії. Цей пробіг дозволив йому пройти кваліфікаційний турнір на Відкритий чемпіонат США, де він виграв місце у своєму першому одиночному розіграші Великого шлему. У першому раунді він переміг Колліна Альтамірано, товариша по кваліфікації, а потім програв у чотирьох сетах Стену Вавринці.
У вересні Гумберт ще раз вийшов у фінал турніру Челленджера в Кассі, програвши Енцо Куако. Наступного тижня він отримав вайлдкард на відкритому чемпіонаті Мозель-2018, де дійшов до другого раунду, перемігши Бернарда Томіча перед тим, як програти Ніколозу Басилашвілі.
На початку жовтня Юмбер претендував на свій другий титул претендента в Ортізеї проти 55 -го світового чемпіона П'єра-Уга Ербера, піднявшись до найвищої кар'єрної сходинку у світі № 99.

### 2019: Вімблдон, четвертий тур
Юмбер розпочав сезон 2019 року, пройшовши кваліфікацію на ATP 250 Брисбейн, а потім програвши Ясутаці Учіяма 4: 6, 6: 7 (6) у 1/8 фіналу. Наступного тижня Юмбер зіграв у АТП 250 в Окленді, після того, як знову пройшов кваліфікацію. Опинившись в основному жеребкуванні, він, щасливий невдаха, зіграв з Пабло Куевасом, перемігши його в матчі АТР у цьому році. Потім він зіткнувся з Філіпом Кольшрайбером, якому в підсумку програв 4–6, 4–6.
Після цього Юмбер грав у основному жеребкуванні на Відкритому чемпіонаті Австралії. Він програв у 1/8 128 своєму співвітчизнику Джеремі Шарді в п'яти захоплюючих сетах, 6–3, 6–7 (6), 4–6, 7–6 (4), 6–7 (6), фінішуючи в першому в історії австралійському Відкритому чемпіонаті супер-тайбрек до 10 очок, який він програв 6–10.
У лютому Юмбер дійшов до свого першого півфіналу ATP в Марселі, включаючи дивовижне розчарування проти № 2 і 13-го рейтингу Борни Чорича у 1/8 фіналу.
Згодом він продовжував досягати четвертого раунду Вімблдону пізніше в цьому році, після перемоги над № 16 Гаелем Монфісом, Марселем Гранольєрсом і № 19 Феліксом Оже-Аліассімом, де він програв в кінцевому підсумку чемпіону світу № 1 Новаку Джоковичу. Це було його найкраще шоу на Великому шлемі у його кар'єрі на даний момент.
Протягом року Юмбер дійшов до двох інших півфіналів ATP 250 — у Ньюпорті, де програв у трьох сетах Джону Ізнеру, та в Антверпені, де програв у трьох сетах Енді Мюррею.
Він закінчив рік, взявши участь у фіналі ATP наступного покоління, але він не пройшов круговий тур, незважаючи на те, що переміг остаточного переможця, Янніка Сінника.

### 2020: Перші два титули ATP, 30-й дебют
Юмбер розпочав рік, вийшовши у свій перший фінал ATP в Окленді, обігравши на шляху двох найкращих гравців топ-20 — Дениса Шаповалова та Джона Ізнера. Потім він виграв у свого земляка Бенуа Пейра у трьох сетах, щоб виграти титул.
На Відкритому чемпіонаті Австралії 2020 року Юмбер програв у першому турі Джону Міллману.
Він також провів півфінал на початку цього року на пляжі Delray Beach Open, але програв Нішіоці. Спочатку Юмбер влаштовував шоу, обігравши Нішіоку в першому сеті 6-1, але другий сет, після майже 2-годинної затримки дощу, програв другий сет 6-4, а третій 6-0.
Після тривалої перерви в турнірі ATP через пандемію COVID-19, Юмбер брав участь у Відкритому чемпіонаті США 2020 року, але програв у другому турі 8-му світовому номеру Маттео Берреттіні.
На відкритому чемпіонаті Європи у Гамбурзі 2020 року він нокаутував першого посівного та світового рейтингу № 5 Данила Медведєва. Ця перемога стала його першою над топ-10 гравців.
Він виграв свій другий титул ATP в Антверпені, обігравши Алекса де Мінора у фіналі, 6–1, 7–6 (7–4).
На чемпіонаті Rolex Paris Masters 2020 року Юмбер заявив про свою другу перемогу в топ-10 над Стефаносом Ціціпасом. Він дійшов до чвертьфіналу, але програв Милошу Раоничу після двох матчів. Після цього циклу він дебютував у топ-30 9 листопада 2020 року.

### 2021: Перший титул ATP 500, дебют у топ-25
На відкритому чемпіонаті Халле Юмбер виграв свій перший фінал ATP 500, перемігши Сема Кверрі, № 3 Александра Звєрєва, Себастьяна Корду в чвертьфіналі, Фелікса Оже-Аліассіма в півфіналі та № 4 Андрія Рубльова у фіналі. У підсумку він досяг у рейтингу ATP № 25 21 червня 2021 року.

## Стиль гри
За словами його тренера Седріка Рейно, Юмбер — справжній нападаючий гравець, який любить волейбол.

## Фінал кар'єри ATP

### Одиночний розряд:  9 (7 титулів, 2 поразки)
| Легенда                      |
| ---------------------------- |
| Турніри Великого шлему (0–0) |
| Тур ATP Мастерс 1000 (0–1)   |
| Тур ATP 500 (2–1)            |
| Тур ATP 250 (4–0)            |

| Фінали за покриттям |
| ------------------- |
| Тверде (5–2)        |
| Ґрунт (0–0)         |
| Трава (1–0)         |

| Фінали за місцем |
| ---------------- |
| Outdoor (3–1)    |
| Indoor (3–1)     |

| Результат | В-П | Дата     | Турнір                           | Категорія    | Покриття   | Опонент            | Рахунок                 |
| --------- | --- | -------- | -------------------------------- | ------------ | ---------- | ------------------ | ----------------------- |
| Перемога  | 1–0 | Січ 2020 | ATP Auckland Open, Нова Зеландія | ATP 250      | Тверде     | Бенуа Пер          | 7–6(7–2), 3–6, 7–6(7–5) |
| Перемога  | 2–0 | Жов 2020 | European Open, Бельгія           | ATP 250      | Тверде (i) | Алекс де Мінор     | 6–1, 7–6(7–4)           |
| Перемога  | 3–0 | Чер 2021 | Halle Open, Німеччина            | ATP 500      | Трава      | Андрій Рубльов     | 6–3, 7–6(7–4)           |
| Перемога  | 4–0 | Лис 2023 | Moselle Open, Франція            | ATP 250      | Тверде (i) | Олександр Шевченко | 6–3, 6–3                |
| Перемога  | 5–0 | Лют 2024 | Open 13, Франція                 | ATP 250      | Тверде (i) | Григор Димитров    | 6–4, 6–3                |
| Перемога  | 6–0 | Бер 2024 | Dubai Tennis Championships, UAE  | ATP 500      | Тверде     | Олександр Бублик   | 6–4, 6–3                |
| Поразка   | 6–1 | Жов 2024 | Japan Open, Японія               | ATP 500      | Тверде     | Артюр Фіс          | 7–5, 6–7(6–8), 3–6      |
| Поразка   | 6–2 | Лис 2024 | Мастерс Париж, Франція           | Masters 1000 | Тверде (i) | Александр Зверєв   | 2–6, 2–6                |
| Перемога  | 7–2 | Лют 2025 | Open 13 Provence                 | ATP 250      | Тверде (i) | Хамад Меджедович   | 7–6(7–4), 6–4           |

### Парний розряд: 1 (1 поразка)
| Легенда                |
| ---------------------- |
| Grand Slam (0–0)       |
| ATP Masters 1000 (0–0) |
| ATP 500 (0–0)          |
| ATP 250 (0–1)          |

| Фінали за покриттям |
| ------------------- |
| Тверде (0–0)        |
| Ґрунт (0–1)         |
| Трава (0–0)         |

| Фінали за місцем |
| ---------------- |
| Outdoor (0–1)    |
| Indoor (0–0)     |

| Результат | В-П | Дата     | Турнір                       | Категорія | Покриття | Партнер       | Опоненти                     | Рахунок          |
| --------- | --- | -------- | ---------------------------- | --------- | -------- | ------------- | ---------------------------- | ---------------- |
| Поразка   | 0–1 | Лип 2024 | Swiss Open Gstaad, Швейцарія | ATP 250   | Ґрунт    | Фабріс Мартен | Юкі Бгамбрі Альбано Оліветті | 6–3, 3–6, [6–10] |

## Фінали Челленджера та ф'ючерсів

### Одиночний розряд: 15 (10–5)
| Легенда                          |
| -------------------------------- |
| Турнір ATP Challenger Tour (6–3) |
| Турнір ITF Futures Tour (4–2)    |

| Фінали за поверхнею |
| ------------------- |
| Хард (8–4)          |
| Глина (1–0)         |
| Трава (0–0)         |
| Килим (1–1)         |

| Результат | Перемога–Поразка | Дата             | Турнір                        | Рівень     | Поверхня | Суперник                 | Рахунок                 |
| --------- | ---------------- | ---------------- | ----------------------------- | ---------- | -------- | ------------------------ | ----------------------- |
| Поразка   | 0–1              | Жовтень 2015 р.  | Франція F20, Форбах           | Futures    | Килим(i) | Ян Хойнський             | 3–6, 6–7(2–7)           |
| Поразка   | 0–2              | Березень 2017 р. | Єгипет F8, Шарм-ель-Шейх      | Futures    | Хард     | Алдін Шеткич             | 3–6, 4–6                |
| Перемога  | 1–2              | Вересень 2017 р. | Франція F18, Баньєр-де-Бігорр | Futures    | Хард     | Едвард Корріє            | 7–5, 2–6, 7–6(7–4)      |
| Перемога  | 2–2              | Лютий 2018 р.    | Швейцарія F2, Bellevue        | Futures    | Килим(i) | Нільс Десайн             | 6–7(2–7), 7–6(7–5), 6–3 |
| Перемога  | 3–2              | Березень 2018 р. | Канада F1, Гатіно             | Futures    | Хард (i) | Стронг Кірхгаймер        | 6–4, 6–0                |
| Перемога  | 4–2              | Липень 2018 р.   | Франція F12, Бург-ан-Бресс    | Futures    | Глина    | Антуан Корнут Шовінк     | 6–3, 6–3                |
| Поразка   | 4–3              | Липень 2018 р.   | Gatineau, Канада              | Challenger | Хард     | Бредлі Клан              | 3–6, 6–7(5–7)           |
| Поразка   | 4–4              | Липень 2018 р.   | Гранбі, Канада                | Challenger | Хард     | Пітер Поланскі           | 4–6, 6–1, 2–6           |
| Перемога  | 5–4              | Серпень 2018 р.  | Сеговія, Іспанія              | Challenger | Хард     | Адріан Менендес-Масейрас | 6–3, 6–4                |
| Поразка   | 5–5              | Вересень 2018 р. | Cassis, Франція               | Challenger | Хард     | Енцо Куако               | 2–6, 3–6                |
| Перемога  | 6–5              | Жовтень 2018 р.  | Ortisei, Італія               | Challenger | Хард (i) | П'єр-Юг Ербер            | 6–4, 6–2                |
| Перемога  | 7–5              | Листопад 2018 р. | Andria, Італія                | Challenger | Хард (i) | Філіппо Балді            | 6–4, 7–6(7–3)           |
| Перемога  | 8–5              | Лютий 2019 р.    | Шербур-Октевіль, Франція      | Challenger | Хард (i) | Стів Дарсі               | 6–7(6–8), 6–3, 6–3      |
| Перемога  | 9–5              | Вересень 2019 р. | Стамбул, Туреччина            | Challenger | Хард     | Денис Істомін            | 6–2, 6–2                |
| Перемога  | 10–5             | Жовтень 2019 р.  | Брест, Франція                | Challenger | Хард (i) | Євген Донской            | 6–2, 6–3                |

### Парний розряд: 6 (3–3)
| Легенда                          |
| -------------------------------- |
| Турнір ATP Challenger Tour (0–0) |
| Турнір ITF Futures Tour (3–3)    |

| Фінали за поверхнею |
| ------------------- |
| Хард (1–1)          |
| Глина (2–2)         |
| Трава (0–0)         |
| Килим (0–0)         |

| Результат | Перемога–Поразка | Дата            | Турнір                     | Рівень  | Поверхня | Партнер                  | Суперники                          | Рахунок               |
| --------- | ---------------- | --------------- | -------------------------- | ------- | -------- | ------------------------ | ---------------------------------- | --------------------- |
| Поразка   | 0–1              | Серпень 2016 р. | Бельгія F8, Остенде        | Futures | Глина    | Еван Фернесс             | Пол Монтебан Ботік ван де Зандшулп | 6–3, 5–7, [5–10]      |
| Поразка   | 0–2              | Липень 2017 р.  | Франція F17, Труа          | Futures | Глина    | Констант де ла Бассетьєр | Антуан Оан Грегуар Жак             | 4–6, 0–6              |
| Перемога  | 1–2              | Серпень 2017 р. | Білорусь F2, Мінськ        | Futures | Хард     | Максим Крессі            | Іван Лютаревич Вадим Урсу          | 4–6, 6–3, [10–5]      |
| Поразка   | 1–3              | Жовтень 2017 р. | Франція F24, Родез         | Futures | Хард     | Антуан Оан               | Алекс Лоусон Натаніель Ламмонс     | 6–7(4–7), 6–4, [7–10] |
| Перемога  | 2–3              | Липень 2018 р.  | Франція F11, Монтобан      | Futures | Глина    | Улісес Бланш             | Патрік Герас Гонсало Віллануева    | 6–3, 3–6, [10–6]      |
| Перемога  | 3–3              | Липень 2018 р.  | Франція F12, Бург-ан-Бресс | Futures | Глина    | Ден Аддед                | Жером Інзерілло Алексіс Мюсіалек   | 2–6, 6–1, [10–5]      |

## Графіки виконання
(W) виграв; (F) фіналіст; (SF) півфіналіст; (QF) чвертьфіналіст; (#R) раунди 4, 3, 2, 1; (RR) круговий етап; (Q #) кваліфікаційний раунд; (P #) попередній раунд; (А) відсутній; (P) відкладено; (Z #) зональна група Davis / Fed Cup (із зазначенням номера) або плей-офф (PO); (G) золота, (F-S) срібна або (SF-B) бронзова олімпійська медаль; турнір зі зниженням рейтингу (NMS) Masters Series / 1000; (NH) не проводиться. SR = коефіцієнт страйку (перемоги / змагання)
Щоб уникнути плутанини та подвійного підрахунку, ці таблиці оновлюються в кінці турніру або після закінчення участі гравця.

### Одиночний розряд
Проходить через чемпіонат Вімблдону 2021 року.
| Турнір                                 | 2016                    | 2017                    | 2018                    | 2019                    | 2020                    | 2021  | SR     | Перемога–Поразка | Перемога % |
| -------------------------------------- | ----------------------- | ----------------------- | ----------------------- | ----------------------- | ----------------------- | ----- | ------ | ---------------- | ---------- |
| Турніри Великого шлему                 |                         |                         |                         |                         |                         |       |        |                  |            |
| Відкритий чемпіонат Австралії з тенісу | A                       | A                       | A                       | 1R                      | 1R                      | 2R    | 0 / 3  | 1–3              | 25%        |
| Відкритий чемпіонат Франції з тенісу   | A                       | A                       | A                       | 1R                      | 1R                      | 1R    | 0 / 3  | 0–3              | 0%         |
| Вімблдонський турнір                   | A                       | A                       | Q1                      | 4R                      | NH                      | 1R    | 0 / 2  | 3–2              | 60%        |
| Відкритий чемпіонат США з тенісу       | A                       | A                       | 2R                      | 1R                      | 2R                      |       | 0 / 3  | 2–3              | 40%        |
| Перемога–Поразка                       | 0–0                     | 0–0                     | 1–1                     | 3–4                     | 1–3                     | 1–3   | 0 / 11 | 6–11             | 35%        |
| Чемпіонати на кінець року              |                         |                         |                         |                         |                         |       |        |                  |            |
| Фінал ATP                              | Не отримав кваліфікацію | Не отримав кваліфікацію | Не отримав кваліфікацію | Не отримав кваліфікацію | Не отримав кваліфікацію |       | 0 / 0  | 0–0              | –          |
| ATP World Tour Masters 1000            |                         |                         |                         |                         |                         |       |        |                  |            |
| Мастерс Індіан-Веллс                   | A                       | A                       | A                       | 1R                      | NH                      |       | 0 / 1  | 0–1              | 0%         |
| Відкритий чемпіонат Маямі з тенісу     | A                       | A                       | A                       | 1R                      | NH                      | 3R    | 0 / 2  | 1–2              | 33%        |
| Мастерс Монте-Карло                    | A                       | A                       | A                       | Q2                      | NH                      | 1R    | 0 / 1  | 0–1              | 0%         |
| Мастерс Мадрид                         | A                       | A                       | A                       | Q1                      | NH                      | 1R    | 0 / 1  | 0–1              | 0%         |
| Мастерс Рим                            | A                       | A                       | A                       | A                       | 3R                      | 1R    | 0 / 2  | 2–2              | 50%        |
| Мастерс Канада                         | A                       | A                       | A                       | A                       | NH                      |       | 0 / 0  | 0–0              | –          |
| Мастерс Цинциннаті                     | A                       | A                       | A                       | A                       | 1R                      |       | 0 / 1  | 0–1              | 0%         |
| Shanghai Masters                       | A                       | A                       | A                       | A                       | NH                      |       | 0 / 0  | 0–0              | –          |
| Paris Masters                          | A                       | Q2                      | 1R                      | 1R                      | QF                      |       | 0 / 3  | 3–3              | 50%        |
| Перемога–Поразка                       | 0–0                     | 0–0                     | 0–1                     | 0–3                     | 5–3                     | 1–4   | 0 / 11 | 6–11             | 35%        |
| Національне представництво             |                         |                         |                         |                         |                         |       |        |                  |            |
| Теніс на Олімпійських іграх            | A                       | Не проводився           | Не проводився           | Не проводився           | Не проводився           |       | 0 / 0  | 0–0              | –          |
| Кубок Девіса                           | A                       | A                       | A                       | A                       | A                       |       | 0 / 0  | 0–0              | –          |
| Статистика кар'єри                     |                         |                         |                         |                         |                         |       |        |                  |            |
|                                        | 2016                    | 2017                    | 2018                    | 2019                    | 2020                    | 2021  | Успіх  | Успіх            | Успіх      |
| Турніри                                | 0                       | 0                       | 3                       | 22                      | 14                      | 16    | 55     | 55               | 55         |
| Титули                                 | 0                       | 0                       | 0                       | 0                       | 2                       | 1     | 3      | 3                | 3          |
| Фінали                                 | 0                       | 0                       | 0                       | 0                       | 2                       | 1     | 3      | 3                | 3          |
| Загалом Виграш-Програш                 | 0–0                     | 0–0                     | 2–3                     | 17–23                   | 24–12                   | 15–14 | 58–52  | 58–52            | 58–52      |
| Перемога %                             | –                       | –                       | 40%                     | 43%                     | 67%                     | 52%   | 52.73% | 52.73%           | 52.73%     |
| Рейтинг на кінець року                 | 992                     | 381                     | 102                     | 57                      | 30                      |       |        |                  |            |

## Рекорд проти 10 найкращих гравців
Рекорди матчів Юмбера проти тих, хто потрапив до топ-10, з тими, хто був № 1 напівжирним шрифтом
- Кевін Андерсон 1–0
- Пабло Карреньо Буста 1–0
- Марин Чилич 1–0
- Фабіо Фоніні 1–0
- Давід Ґоффен 1–0
- Ернестс Гулбіс 1–0
- Данило Медведєв 1–0
- Гаель Монфіс 1–0
- Стефанос Ціціпас 1–0
- Александр Зверєв 1–0
- Джон Ізнер 1–1
- Андрій Рубльов 1–1
- Жо-Вілфрід Тсонга 1–1
- Денис Шаповалов 1–2
- Роберто Баутіста Аґут 0–1
- Маттео Берреттіні 0–1
- Новак Джокович 0–1
- Енді Мюррей 0–1
- Стен Вавринка 0–1
- Григор Димитров 0–2
- Милош Раонич 0–2

* Статистика правильна Станом на 20 червня 2021.

## Перемога у топ-10 гравців
- Він має 4–3 (57.1 %) рекорди проти гравців, які на момент проведення матчу входили до топ-10.

| Сезон    | 2016 | 2017 | 2018 | 2019 | 2020 | 2021 | Усього |
| -------- | ---- | ---- | ---- | ---- | ---- | ---- | ------ |
| Перемога | 0    | 0    | 0    | 0    | 2    | 2    | 4      |

| №        | Гравець          | Ранг | Подія                   | Поверхня | Rd | Рахунок                         | Ранг UH |
| -------- | ---------------- | ---- | ----------------------- | -------- | -- | ------------------------------- | ------- |
| 2020 рік |                  |      |                         |          |    |                                 |         |
| 1.       | Данило Медведєв  | 5    | Hamburg Open, Німеччина | Глина    | 1R | 6–4, 6–3                        | 41      |
| 2.       | Стефанос Ціціпас | 6    | Paris Masters, Франція  | Хард (i) | 2R | 7–6 (7–4), 6–7 (6–8), 7–6 (7–3) | 34      |
| 2021 рік |                  |      |                         |          |    |                                 |         |
| 3.       | Александр Зверєв | 6    | Halle Open, Німеччина   | Трава    | 2R | 7–6 (7–4), 3–6, 6–3             | 31      |
| 4.       | Андрій Рубльов   | 7    | Halle Open, Німеччина   | Трава    | F  | 6–3, 7–6 (7–4)                  | 31      |